# Nelson Mandela Bay Metropolitan Municipality
Nelson Mandela Bay Metropolitan Municipality (früher: Nelson Mandela Metropolitan Municipality) ist eine Metropolgemeinde in der südafrikanischen Provinz Eastern Cape. Der Sitz der Verwaltung befindet sich in Gqeberha (bis 2021 Port Elizabeth). Sie wurde mit Wirkung vom 5. Dezember 2000 errichtet.
Mit Gqeberha als fünftgrößter Stadt Südafrikas und wichtiger Hafenstadt, zahlreichem Tourismus und Afrikas größtem VW-Werk in Kariega (ehem. Uitenhage) ist Nelson Mandela Bay Metropolitan Municipality der wirtschaftliche Schwerpunkt der Provinz Ostkap.
Benannt ist die Metropolgemeinde nach dem Friedensnobelpreisträger Nelson Mandela, der in einem Ort der heutigen Provinz geboren wurde.

## Städte und Orte
Die Metropolgemeinde umfasst folgende Ortschaften:
| - Bethelsdorp - Bloemendal - Blue Horizon Bay - Clarendon Marine - Colchester - Despatch - Gqeberha - KwaNobuhle | - Motherwell - Kariega - Woodridge |

### Townships
Durch die umfangreiche Industrieansiedlung entwickelten sich wegen des Arbeitskräftebedarfs mehrere Townships zwischen Gqeberha und Kariega (ehem. Uitenhage). Die Jahreszahlen geben die Entstehung des jeweiligen Township an.
- Walmer Township (1871)
- New Brighton (1877), mit den Teilsiedlungen Boastville, Elundini, KwaFord, McNamee, Red Location, White Location
- Bethelsdorp
- KwaZakhele (1956)
- KwaMagxaki (1985)
- KwaDwesi (frühe 1980er Jahre)
- Swartkops
- Zwide
- Motherwell (späte 1980er Jahre)
- Langa
- KwaNobuhle

Die Siedlung White Location wurde als erste Werkssiedlung auf der Grundlage des Native Urban Areas Acts von 1923, eines frühen Apartheidgesetzes, errichtet.

## Demografie
Zensus 2011
Im Jahr 2011 hatte die Metropolgemeinde 1.152.115 Einwohner in 324.292 Haushalten auf einer Gesamtfläche von 1958,91 km². Davon waren 60,1 % schwarz, 23,6 % Coloured, 14,4 % weiß und 1,1 % Inder bzw. Asiaten. Erstsprache war zu 53,2 % isiXhosa, zu 28,9 % Afrikaans und zu 13,3 % Englisch.
Mikrozensus 2016
Im Jahre 2016 hatte die Metropolgemeinde 1.263.051 Einwohner in 368.520 Haushalten.
Zensus 2022
Gemäß der Volkszählung 2022 lebten in der Metropolgemeinde 1.190.496 Einwohner in 307.931 Haushalten.

## Geschichte
Die Region wurde im 20. Jahrhundert besonders durch ihre industrielle Entwicklung geprägt. Die Firma Ford errichtete 1924 ein Werk am Rand von Port Elizabeth. General Motors folgte 1926 am gleichen Ort. Später siedelten sich im Großraum zwischen Kariega (ehem. Uitenhage) und Port Elizabeth noch Citroën sowie Volkswagen und Audi an.
Am 28. Mai 2015 wurde Danny Jordaan (African National Congress) als Bürgermeister eingeführt. Bei den Kommunalwahlen 2016 wurde der ANC durch die Democratic Alliance abgelöst, Bürgermeister wurde Athol Trollip. Er wurde im August 2018 nach einem Misstrauensvotum durch Mongameli Bobani (United Democratic Movement) ersetzt. Bobani selbst wurde am 5. Dezember 2019 abgewählt, nachdem er zuvor fünf Misstrauensvoten überstand. Im Dezember 2020 wurde Nqaba Bhanga von der DA zum neuen Bürgermeister gewählt.
2017 wurde die Nelson Mandela Metropolitan University in Nelson Mandela University umbenannt.

## Städtepartnerschaften
Partnerstädte der Municipality sind
| - Göteborg, Schweden - Jacksonville, Florida, USA - Ningbo, Volksrepublik China - Annaba, Algerien | - Beira, Mosambik - Wakhinane Nimzath, Region Dakar, Senegal - Lobatse, Botswana - Braunschweig, Deutschland |